# フジヤマケンザン
フジヤマケンザン（欧字名:Fujiyama Kenzan、1988年4月17日 - 2016年4月13日）は、日本の競走馬、種牡馬。
1991年の菊花賞（GI）3着などの実績を残したのち、1992年以降は中距離戦線で活躍をはじめ、1995年末には香港国際競走のひとつ・香港国際カップ（香港G1・国際G2）において日本馬として36年ぶりの国外重賞制覇を果たし、同年のJRA賞最優秀父内国産馬に選出された。1996年には金鯱賞（GII）を制し、当時の最高齢タイ記録である9歳でのJRA重賞勝利を挙げている。

## 経歴

### 生い立ち
1988年、北海道早来町の吉田牧場に生まれる。父ラッキーキャストは吉田牧場が国外から輸入したマイスワローとタイプキャストの子。その姉には天皇賞（秋）に優勝したプリテイキャストがいたが、ラッキーキャストは屈腱炎により競走馬としては不出走のまま引退して種牡馬となり、毎年吉田牧場の牝馬数頭と交配されていた程度の存在であった。母ワカスズランも競走馬としては実績がなかったが、吉田牧場伝統の牝系・丘高（クモワカ）系の出身であり、その伯父には1977年の天皇賞（春）と有馬記念を優勝し「流星の貴公子」と呼ばれた顕彰馬テンポイント、兄にもワカテンザン、ワカオライデンといった活躍馬がいた。父母の血統はいずれも吉田牧場の代名詞といったものであった。
幼駒の頃から身体は大柄、性格は温順かつ図太い精神力を備えていた。その落ち着きぶりは、生後数カ月にして、母馬を失った同齢馬の守役を任されるほどであった。この精神面の強さは、後年競走馬となってから各地を転戦していくうえで重要な要素となっていく。
競走年齢の3歳に達した1990年、競走名「フジヤマケンザン」として、かつて両親も管理していた滋賀県栗東トレーニングセンターの戸山為夫厩舎に入る。馬名の「フジヤマ」は馬主の藤本龍也が使用する冠名、「ケンザン」は「剣山」を意味する。後に香港へ遠征した際には「ケンザン」の部分を省略した「富士山」と表記された。
牧場時代から大食いで知られたフジヤマケンザンの体重は当時570kgほどあり、当時調教助手だった森秀行は第一印象で「デカイ馬だな」と感じたと述べている。戸山厩舎は非常なハードトレーニングを行うことで知られていたが、大柄なフジヤマケンザンは脚部への負担が大きく故障のおそれがあったため、あまり強い調教は掛けられず、デビューは翌1991年まで遅れた。

### 戦績

#### 4－5歳（1991－1992年）
1991年1月6日、京都開催の新馬戦でデビュー。戸山厩舎所属の小島貞博を鞍上に、初戦は5着となった。2週間後の2戦目、550kgと未だ絞りきれていない身体ながら、2着に2馬身差を付けて初勝利を挙げる。その後右前脚に骨膜炎を発症して休養に入り、春のクラシック競走には出走できなかった。
8カ月半後の10月に復帰し、格上挑戦で嵯峨野特別（900万下条件）に出走し、7頭立ての6番人気ながら逃げきりで勝利。さらに翌週、クラシック三冠最終戦・菊花賞への出走を目指して嵐山ステークスに臨んだが2着と敗れる。菊花賞は収得賞金不足で除外対象となったが、直前に回避馬が出て滑り込みでの出走が叶った。春二冠を制したトウカイテイオーが故障により不在で混戦模様といわれるなか、フジヤマケンザンは調教で好タイムを記録するなど好調で、当日は8番人気であった。レースはスローペースで推移するなか4～5番手を追走、最後の直線ではいったん先頭に立ち逃げこみを図ったが、レオダーバン、イブキマイカグラにかわされての3着となった。小島は「放牧から帰ってきて3走目。それでこれだけ走ってくれるんだから、今後良くなってくると思うよ」と先々への期待を述べた。
フジヤマケンザンはさらにジャパンカップ、年末の有馬記念と大競走に連続して挑んだが、それぞれ8着、10着に終わる。翌1992年1月には自己条件の準オープン戦・ジャニュアリーステークスで3勝目を挙げ、あらためてオープンクラスに昇格した。2月には長距離3200メートルの重賞競走・ダイヤモンドステークスに出走。やはり長距離競走である菊花賞3着の実績もあり1番人気に推されたが、8着と敗れた。3月には中距離1800メートルの中日新聞杯に出走。当日は2番人気に支持されると、最終コーナーで進路を失いながらも内埒沿いをついて抜けだし、通算10戦目での重賞初勝利を挙げた。競走後、小島は「もともと中距離タイプの馬だと思っていましたからね。このくらいの距離が合うのでしょう」と語り、また戸山為夫は「この馬は体が大きすぎて長距離は合わんかも。2000メートルぐらいがベスト」との見解を示した。
この直後、左前脚の球節を痛めて再び長期休養に入る。12月にディセンバーステークスで復帰し逃げきり勝利を挙げると、年末には有馬記念に出走。調教で一番時計を出し好調を窺わせたが、レースでは中団から全く伸びず、14着と敗れた。このあと、鍛え直しが図られフジヤマケンザンは三度めの長期休養に入った。

#### 6－7歳（1993－1994年）

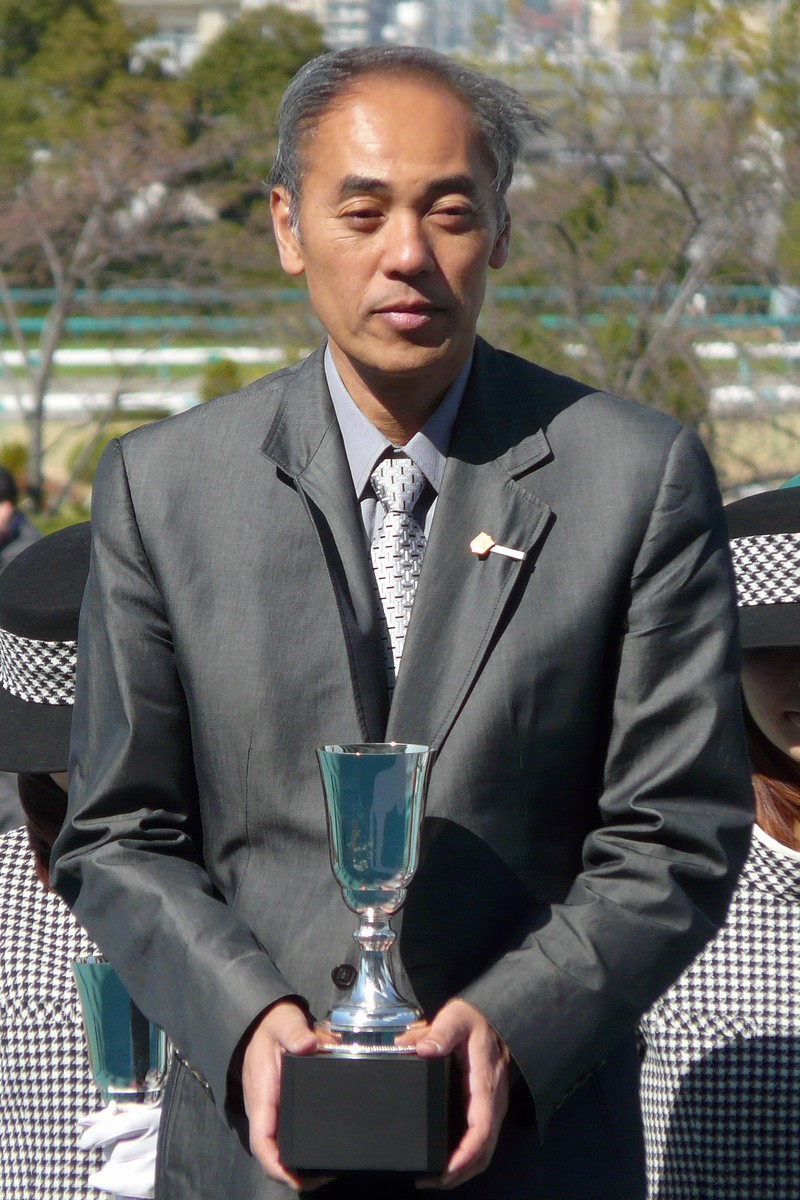
森秀行（2010年）。森は1990年代半ば以降、藤沢和雄、白井寿昭と共に日本馬の国外遠征をリードした。

休養中の1993年5月29日、戸山為夫が癌により死去し、フジヤマケンザンの管理は鶴留明雄厩舎に移った。8月に復帰し、関屋記念2着、函館記念4着としたのち、9月に新規開業した森秀行の管理馬となった。森厩舎所属での初戦・福島民報杯はクビ差の2着となり、この競走を最後に小島貞博は降板となった。この年はその後3戦したが愛知杯5着が最高成績で、6歳シーズンは勝利なしという成績に終わった。
その後も瞬発力のない「ジリ脚」の特性もあり、翌1994年初戦のアメリカジョッキークラブカップ2着、続く中山記念も2着と勝ちきれなかった。中山記念の後には地方競馬主催のダート交流競走・帝王賞にも出走し1番人気に支持されたが、最下位16着と敗れている。
6月に吾妻小富士オープンを制して約1年半ぶりの勝利を挙げると、続くBSNオープンも勝ちオープン特別競走を2連勝する。秋の毎日王冠では11頭立て9番人気と低評価だったが、1800メートルで従来の記録を0秒6更新する日本レコードで勝ったネーハイシーザーから0秒2差の2着となった。しかし天皇賞（秋）は9着、ジャパンカップは11着とGI競走では苦戦が続く。12月には前年も登録しながら補欠馬に回されていた香港国際カップに出走。春から主戦騎手となっていた蛯名正義を鞍上に臨んだが、スタートで出遅れて後方からのレースとなり、最後の直線で追い込んだものの、勝ったステートタジ（オーストラリア）から3馬身4分の1差の4着となった。蛯名は「馬の調子が良かっただけに、出遅れたのが痛かった。そのうえペースはスローになってしまい、直線でも内を突くことはできなくて……」「逃がした魚は大きかった」と語った。

#### 8歳（1995年）
8歳となった1995年は再度の香港遠征を前提に、前年2着の中山記念から始動。前年敗れたサクラチトセオーとの競り合いをクビ差制し、重賞2勝目を挙げた。蛯名は前年この競走をケントニーオーで2位入線しながら、フジヤマケンザンへの進路妨害で降着となっており、「迷惑を掛けたフジヤマケンザンに今年は乗って勝てた。複雑な心境だけどやっぱり爽快かな」と語った。
4月1日には香港・クイーンエリザベス2世カップに出走。2番人気の支持を受けたが、終始馬群の内側に閉じこめられた状態で全く動けず、10着と大敗。蛯名は「インコースに包まれて何もできなかった」と言葉少なで、のちに「もう次はない」と覚悟していたと述べている。帰国後は河内洋を鞍上に、春のグランプリ競走・宝塚記念に臨んだが11着に終わる。7月の七夕賞では騎手が蛯名に戻ると、1番人気インタークレバーとの競り合いを制して重賞3勝目を挙げた。
その後は休養を経て、秋シーズンに入った。前年は毎日王冠2着に意を強くして天皇賞に臨み大敗、結果として香港が最大目標とならなかったことから、当年は目標を香港へ絞ったローテーションが敷かれた。緒戦のカブトヤマ記念は1番人気に支持されるも、59kgの負担重量や馬場が緩くなったことも影響し4着と敗れたが、続く富士ステークス（当時オープン特別競走）では宝塚記念2着のタイキブリザードを退けて勝利を挙げた。
12月10日、3度目の香港遠征として前年に続き香港国際カップへ出走。オーストラリアから香港へ移籍後6連勝中のミスターバイタリティが人気を集めるなか、フジヤマケンザンは12頭立て8番人気の評価だった。スタートが切られると道中4番手を進み、最後の直線ではミスターバイタリティを振り切って先を行くヴェンティクアトロフォッリ（アメリカ）を追走、ゴール前でこれを捕らえ、4分の3馬身差を付けての優勝を果たした。走破タイム1分47秒0はレコードタイムであった。1967年にフジノオーがフランスのクリスチャン・ド・レルミット賞を制して以来、日本馬として28年ぶりの外国重賞勝利で、平地競走のみとなると1959年にハクチカラがアメリカのワシントンバースデーハンデキャップを制して以来、日本馬として36年ぶりの外国重賞の勝利であり、国外施行の国際重賞勝利ははじめてのことであった。蛯名は「前の2回がこの馬の力を引き出させずに終わっていましたから、今回はとにかく力を出しきることだけ考えて乗ったんです。直線は力の限り追いました。気分はもう最高ですね」と語り、森は「自分にとっても、日本の競馬界にとっても意義深い勝利だったと思う」語った。また、ほかの競走に出走していたタニノクリエイト、ドージマムテキの2頭もそれぞれ好内容で5、4着となっており、蛯名は「日本の馬がここまできたんだっていうことを、外国の人にも分かってもらえたんじゃないかと思う」とも述べた。
当年のJRA賞（年度表彰）投票において、フジヤマケンザンは最優秀父内国産馬部門でトップの60票（総投票数177）を得たが、過半数に達しなかったことから全部門で唯一選考委員会に掛けられた。そこで香港国際カップ優勝を評価され、あらためて同部門の選出馬となった。

#### 9歳（1996年）
1996年、9歳となったフジヤマケンザンはさらに現役を続行。「凱旋レース」となった中山記念は60kgの斤量を負い10着と大敗したが、6月に出走した金鯱賞では、2番手追走から最後の直線で一気に抜け出し、重賞5勝目を挙げた。9歳馬による重賞勝利は中央競馬史上3頭目の記録であった。
7月7日には前年11着の宝塚記念に出走。9歳ながらGIでは自己最高の5番人気に支持されるも、3番手追走から直線で伸びきれず、5着となった。その後はフランス遠征が計画されていたが、競走中に右前脚を2箇所骨折していたことが判明し、遠征は白紙となり休養に入った。以後復帰することなく、翌1997年2月8日をもって競走登録を抹消され、故郷・吉田牧場で種牡馬となることが発表された。
なお、「GIには手が届かなかった」とされることもあるが、香港国際カップの国際グレードは「G2」ではあるものの、香港ジョッキークラブ独自の格付けではG1競走となっていた。なお、当時の日本競馬界においても、国際GIの認定を得ていたジャパンカップを除くGI競走はすべて日本中央競馬会の独自格付けである。また1996年の金鯱賞の出走時には、負担重量がGII勝ち馬に課せられるプラス1キロ（=58キロ。定量は57キロ）ではなくGI勝ち馬に課せられるプラス2キロ（59キロ）に設定された事もあり、日本中央競馬会でもGI勝ち馬として扱われていた。

### 引退後
フジヤマケンザンは種牡馬として1997年から2001年までの5年間供用されたが、競走登録された32頭の産駒から目立った活躍馬は出なかった。その後は静岡県の乗馬クラブで観光用乗馬となったが、2005年8月、3名のファン有志により結成された「チームケンザン」に譲渡され、のち吉田牧場へ帰された。以後「チームケンザン友の会」の後見のもと、功労馬として余生を送り、2016年4月13日に老衰のため28歳で死亡した。

## 競走成績
| 年月日 | 年月日 | 年月日 | 競馬場 | 競走名                  | 格       | 頭数 | オッズ （人気） | オッズ （人気） | 着順 | 騎手     | 斤量 | 距離（馬場）  | タイム （上り3F/4F） | タイム 差 | 勝ち馬/（2着馬）       |
| 1991   | 1.     | 6      | 京都   | 4歳新馬                 |          | 16   | 8.6             | （6人）         | 5着  | 小島貞博 | 55   | 芝1800m（良） | 1:52.7 (48.9)        | 0.8       | ダイナミックスピン     |
|        | 1.     | 20     | 京都   | 4歳新馬                 |          | 13   | 3.7             | （3人）         | 1着  | 小島貞博 | 55   | 芝1600m（良） | 1:37.6 (48.8)        | -0.3      | （ユーコーセブン）     |
|        | 10.    | 5      | 京都   | 嵯峨野特別              | 900万下  | 7    | 29.7            | （6人）         | 1着  | 小島貞博 | 55   | 芝2200m（良） | 2:14.5 (46.8)        | -0.3      | （ケイスパート）       |
|        | 10.    | 12     | 京都   | 嵐山S                   | 1500万下 | 9    | 3.3             | （1人）         | 2着  | 小島貞博 | 53   | 芝3000m（稍） | 3:08.7 (48.7)        | 0.5       | キョウワユウショウ     |
|        | 11.    | 3      | 京都   | 菊花賞                  | GI       | 18   | 19.7            | （8人）         | 3着  | 小島貞博 | 57   | 芝3000m（良） | 3:09.7 (46.9)        | 0.2       | レオダーバン           |
|        | 11.    | 24     | 東京   | ジャパンC               | GI       | 15   | 42.7            | （11人）        | 8着  | 小島貞博 | 55   | 芝2400m（良） | 2:25.9 (35.8)        | 1.2       | ゴールデンフェザント   |
|        | 12.    | 22     | 中山   | 有馬記念                | GI       | 15   | 26.6            | （8人）         | 10着 | 小島貞博 | 55   | 芝2500m（良） | 2:31.8 (36.8)        | 1.2       | ダイユウサク           |
| 1992   | 1.     | 12     | 中山   | ジャニュアリーS         | 1500万下 | 11   | 2.4             | （1人）         | 1着  | 小島貞博 | 58   | 芝2000m（良） | 1:59.8 (35.8)        | -0.4      | （インターエリモ）     |
|        | 2.     | 3      | 東京   | ダイヤモンドS           | GIII     | 15   | 1.9             | （1人）         | 8着  | 小島貞博 | 58   | 芝3200m（稍） | 3:19.8 (38.2)        | 1.3       | ミスターシクレノン     |
|        | 3.     | 8      | 中京   | 中日新聞杯              | GIII     | 12   | 3.1             | （2人）         | 1着  | 小島貞博 | 53   | 芝1800m（良） | 1:47.3 (36.3)        | -0.1      | （ヤマニンシアトル）   |
|        | 12.    | 6      | 中山   | ディセンバーS           | OP       | 8    | 3.7             | （2人）         | 1着  | 小島貞博 | 57   | 芝2000m（良） | 2:00.5 (35.8)        | -0.3      | （セキテイリュウオー） |
|        | 12.    | 27     | 中山   | 有馬記念                | GI       | 16   | 23.5            | （8人）         | 14着 | 小島貞博 | 57   | 芝2500m（良） | 2:35.3 (36.4)        | 1.8       | メジロパーマー         |
| 1993   | 8.     | 8      | 新潟   | 関屋記念                | GIII     | 13   | 3.0             | （1人）         | 2着  | 小島貞博 | 57   | 芝1600m（良） | 1:33.9 (35.1)        | 0.2       | マイスタージンガー     |
|        | 8.     | 22     | 函館   | 函館記念                | GIII     | 15   | 3.5             | （1人）         | 4着  | 小島貞博 | 58.5 | 芝2000m（不） | 2:04.7 (38.6)        | 0.1       | ゴールデンアイ         |
|        | 10.    | 10     | 福島   | 福島民報杯              | OP       | 10   | 1.4             | （1人）         | 2着  | 小島貞博 | 57   | 芝2000m（良） | 2:00.5 (36.4)        | 0.1       | モンタミール           |
|        | 10.    | 31     | 東京   | 天皇賞（秋）            | GI       | 17   | 24.0            | （10人）        | 9着  | 岡部幸雄 | 58   | 芝2000m（良） | 1:59.9 (36.5)        | 1.0       | ヤマニンゼファー       |
|        | 11.    | 21     | 京都   | マイルCS                | GI       | 15   | 33.9            | （9人）         | 8着  | 松永幹夫 | 57   | 芝1600m（不） | 1:36.4 (36.6)        | 0.7       | シンコウラブリイ       |
|        | 12.    | 12     | 中京   | 愛知杯                  | GIII     | 16   | 3.7             | （1人）         | 5着  | 田島信行 | 58   | 芝2000m（良） | 2:01.1 (37.6)        | 0.5       | ホマレオーカン         |
| 1994   | 1.     | 23     | 中山   | AJCC                    | GII      | 14   | 14.6            | （6人）         | 2着  | 蛯名正義 | 57   | 芝2200m（良） | 2:14.2 (35.6)        | 0.1       | マチカネタンホイザ     |
|        | 3.     | 13     | 中山   | 中山記念                | GII      | 14   | 4.5             | （2人）         | 2着  | 岡部幸雄 | 57   | 芝1800m（良） | 1:49.1 (36.5)        | 0.2       | サクラチトセオー       |
|        | 4.     | 12     | 大井   | 帝王賞                  | 重賞     | 16   |                 | （1人）         | 16着 | 岡部幸雄 | 55   | ダ2000m（良） | 2:10.3               | 5.6       | スタビライザー         |
|        | 5.     | 15     | 東京   | 安田記念                | GI       | 16   | 66.4            | （9人）         | 11着 | 蛯名正義 | 57   | 芝1600m（良） | 1:34.5 (37.1)        | 1.3       | ノースフライト         |
|        | 6.     | 26     | 福島   | 吾妻小富士オープン      | OP       | 13   | 3.4             | （1人）         | 1着  | 蛯名正義 | 56   | 芝1800m（良） | 1:47.5 (36.3)        | 0.0       | （ダンノーブル）       |
|        | 7.     | 24     | 新潟   | BSNオープン             | OP       | 10   | 1.5             | （1人）         | 1着  | 蛯名正義 | 56   | 芝1800m（良） | 1:48.2 (34.8)        | -0.2      | （センゴクシルバー）   |
|        | 10.    | 9      | 東京   | 毎日王冠                | GII      | 11   | 20.3            | （9人）         | 2着  | 蛯名正義 | 57   | 芝1800m（良） | 1:44.8 (34.7)        | 0.2       | ネーハイシーザー       |
|        | 10.    | 30     | 東京   | 天皇賞（秋）            | GI       | 13   | 42.7            | （10人）        | 9着  | 蛯名正義 | 58   | 芝2000m（良） | 1:59.2 (35.0)        | 0.6       | ネーハイシーザー       |
|        | 11.    | 27     | 東京   | ジャパンC               | GI       | 14   | 40.8            | （14人）        | 11着 | 蛯名正義 | 57   | 芝2400m（良） | 2:24.5 (37.1)        | 0.9       | マーベラスクラウン     |
|        | 12.    | 11     | 沙田   | 香港国際C               | G1       | 14   |                 | （5人）         | 4着  | 蛯名正義 | 55.8 | 芝1800m（良） | 1:48.9               | 0.5       | State Taj              |
| 1995   | 3.     | 12     | 中山   | 中山記念                | GII      | 12   | 11.3            | （3人）         | 1着  | 蛯名正義 | 58   | 芝1800m（稍） | 1:50.3 (35.2)        | -0.1      | （サクラチトセオー）   |
|        | 4.     | 1      | 沙田   | クイーンエリザベスII世C | G1       | 14   |                 | （2人）         | 10着 | 蛯名正義 | 57.1 | 芝2200m（不） | 2:19.3               | 2.1       | Red Bishop             |
|        | 6.     | 4      | 京都   | 宝塚記念                | GI       | 17   | 47.8            | （13人）        | 11着 | 河内洋   | 56   | 芝2200m（稍） | 2:11.5 (35.9)        | 1.3       | ダンツシアトル         |
|        | 7.     | 9      | 福島   | 七夕賞                  | GIII     | 14   | 3.6             | （2人）         | 1着  | 蛯名正義 | 58.5 | 芝2000m（稍） | 2:02.2 (37.4)        | -0.1      | （インタークレバー）   |
|        | 10.    | 22     | 新潟   | カブトヤマ記念          | GIII     | 15   | 2.0             | （1人）         | 4着  | 蛯名正義 | 59   | 芝1800m（良） | 1:48.4 (36.4)        | 0.5       | アイオーユー           |
|        | 11.    | 12     | 東京   | 富士S                   | OP       | 9    | 3.4             | （2人）         | 1着  | 蛯名正義 | 58   | 芝1800m（良） | 1:47.5 (35.3)        | -0.2      | （タイキブリザード）   |
|        | 12.    | 10     | 香港   | 香港国際C               | G1       | 12   |                 | （8人）         | 1着  | 蛯名正義 | 57.2 | 芝1800m（良） | 1:47.0               | -0.1      | (Ventiquattrofogli)    |
| 1996   | 3.     | 10     | 中山   | 中山記念                | GII      | 15   | 16.3            | （7人）         | 10着 | 蛯名正義 | 60   | 芝1800m（良） | 1:48.1 (36.7)        | 0.9       | サクラローレル         |
|        | 6.     | 9      | 中京   | 金鯱賞                  | GII      | 13   | 15.8            | （8人）         | 1着  | 村本善之 | 59   | 芝2000m（良） | 2:01.4 (36.3)        | -0.2      | （サンデーブランチ）   |
|        | 7.     | 7      | 阪神   | 宝塚記念                | GI       | 13   | 12.5            | （5人）         | 5着  | 村本善之 | 58   | 芝2200m（良） | 2:12.7 (35.2)        | 0.7       | マヤノトップガン       |

注：上記成績における競走の格付けは主催者によるものを優先して表記している。ジャパンカップが国際GI、香港国際カップが国際GIIであるほかに国際グレードを得ている競走はない。

## 評価
戸山為夫は「中々の奇才である。大きな馬体にもかかわらず器用で、発馬もまっすぐ、スターともうまい。実に素直で、いつでも自分の能力を一〇〇パーセント発揮する。ただ、ミホノブルボンほどのタフさがない。」
森秀行は「とにかく扱いやすい馬だった。全然イレ込まないし、レースへいって集中するし、掛からないし。ボーッとしていて力を抜いていても、レースへいけば持てる力を発揮してくれる。そういう精神面の全てにおいて完璧な馬だった。ああいう風に、どの馬も育てられたら」と述懐している。
15戦で騎乗した蛯名正義は、乗り味について「性格も良く、非常に乗りやすい」「大きいわりに素軽かった」と評し、さらに自身との関わりについて「自分ひとりで出来ることは、ほんの僅かなんだと教えてくれた。もし出会っていなかったら、今の自分はないのでは、と思う1頭」としている。

### 香港国際カップ優勝の意義について
フジヤマケンザンの香港国際カップ優勝は、香港の一般紙『香港スタンダード』と『サウスチャイナ・モーニング・ポスト』が一面で報じ、アメリカの専門誌『ブラッドホース』も特集を組んだほか、イギリスの『スポーティングライフ』も写真つきで報じた。その一方で地元日本のスポーツ紙での扱いは地味なものであった。日本中央競馬会の広報誌『優駿』で国際欄を担当する石川ワタルは、同年武豊騎乗のダンスパートナーがフランスのG3競走・ノネット賞で2着となったときより扱いが小さかったとして、「日本のスポーツ紙は、武豊が騎乗する欧米（それも米、英、仏に限られる）のレースであると大きな扱いにしない傾向にあるが、いつまでもその程度の認識では読者のニーズにそぐわない」と批判した。この事実について感想を問われた蛯名は「まず、海外に出ていくということが大変だし、その中で勝ってくるということはさらに大変なことなんです。しかも、純日本馬でしょう。マル父（注：父内国産馬）ですからね。それを分かってない人が書いてるんでしょうから、別にぼくは人の評価は気にしません」などと述べた。
アメリカの競馬専門誌『ブラッドホース』編集長のレイ・ポーリックはこの勝利を受け、「日本の競馬ファンにとって驚きかもしれないが、香港国際カップでの優勝は、ジャパンカップと同じレベルか、それ以上の評価を受ける。優勝賞金もケタ違いだし、観客動員や売り上げからみてジャパンカップの方が、実質的に格も上なのだが、世界のホースマンは、国際的に認知されている香港国際カップに注目している。だから、日本のフジヤマケンザンが、この栄冠を勝ち取った意味は、日本国内で想像するより、はるかに大きいのである」などと所感を述べている。
また、かつてハクチカラやフジノオーが挙げた欧米での勝利は、現地の厩舎に預けられ、現地の騎手が騎乗してのものだったが、フジヤマケンザンは全て日本人スタッフによる勝利であるという点でも価値のあるものだとも評された。評論家の合田直弘はフジヤマケンザンが二度目の遠征で勝利を得たという事実をとりあげ「海外遠征は馬も人間も経験が大事だということをあれで誰もが認識した」と評している。

## 血統表
| フジヤマケンザンの血統             | フジヤマケンザンの血統                            | フジヤマケンザンの血統       | （血統表の出典）             | （血統表の出典）  |
| 父系                               | ジェベル系（トウルビヨン系）                      | ジェベル系（トウルビヨン系） | ジェベル系（トウルビヨン系） | [ § 2 ]           |
| 父 ラッキーキャスト 1979 鹿毛 日本 | 父の父*マイスワロー My Swallow 1968 鹿毛 イギリス | Le Levanstell                | Le Lavandou                  | Le Lavandou       |
| 父 ラッキーキャスト 1979 鹿毛 日本 | 父の父*マイスワロー My Swallow 1968 鹿毛 イギリス | Le Levanstell                | Stella's Sister              |                   |
| 父 ラッキーキャスト 1979 鹿毛 日本 | 父の父*マイスワロー My Swallow 1968 鹿毛 イギリス | Darrigle                     | Vilmoray                     | Vilmoray          |
| 父 ラッキーキャスト 1979 鹿毛 日本 | 父の父*マイスワロー My Swallow 1968 鹿毛 イギリス | Darrigle                     | Dollar Help                  |                   |
| 父 ラッキーキャスト 1979 鹿毛 日本 | 父の母*タイプキャスト Typecast 1966 鹿毛 アメリカ | Prince John                  | Princequillo                 | Princequillo      |
| 父 ラッキーキャスト 1979 鹿毛 日本 | 父の母*タイプキャスト Typecast 1966 鹿毛 アメリカ | Prince John                  | Not Afraid                   |                   |
| 父 ラッキーキャスト 1979 鹿毛 日本 | 父の母*タイプキャスト Typecast 1966 鹿毛 アメリカ | Journalette                  | Summer Tan                   | Summer Tan        |
| 父 ラッキーキャスト 1979 鹿毛 日本 | 父の母*タイプキャスト Typecast 1966 鹿毛 アメリカ | Journalette                  | Manzana                      |                   |
| 母 ワカスズラン 1982 鹿毛 日本     | 母の父*コントライト Contrite 1968 鹿毛 アメリカ   | Never Say Die                | Nasrullah                    | Nasrullah         |
| 母 ワカスズラン 1982 鹿毛 日本     | 母の父*コントライト Contrite 1968 鹿毛 アメリカ   | Never Say Die                | Singing Grass                |                   |
| 母 ワカスズラン 1982 鹿毛 日本     | 母の父*コントライト Contrite 1968 鹿毛 アメリカ   | Penitence                    | Petition                     | Petition          |
| 母 ワカスズラン 1982 鹿毛 日本     | 母の父*コントライト Contrite 1968 鹿毛 アメリカ   | Penitence                    | Bootless                     |                   |
| 母 ワカスズラン 1982 鹿毛 日本     | 母の母オキワカ 1972 栗毛 日本                     | *リマンド                    | Alcide                       | Alcide            |
| 母 ワカスズラン 1982 鹿毛 日本     | 母の母オキワカ 1972 栗毛 日本                     | *リマンド                    | Admonish                     |                   |
| 母 ワカスズラン 1982 鹿毛 日本     | 母の母オキワカ 1972 栗毛 日本                     | ワカクモ                     | *カバーラップ二世            | *カバーラップ二世 |
| 母 ワカスズラン 1982 鹿毛 日本     | 母の母オキワカ 1972 栗毛 日本                     | ワカクモ                     | 丘高                         |                   |
| 5代内の近親交配                    | Count Fleet 5×5                                   | Count Fleet 5×5              | Count Fleet 5×5              | [ § 3 ]           |
| 出典                               | 1. 2. 3.                                          | 1. 2. 3.                     | 1. 2. 3.                     | 1. 2. 3.          |

曾祖母ワカクモは1966年の桜花賞優勝馬。高祖母丘高は競走名をクモワカといい、11勝を挙げたほか桜花賞2着などの実績を残した。いったんは殺処分命令を下されながら、関係者の尽力で繁殖牝馬として復帰した「クモワカ伝貧事件」でも知られる。牝系の日本における祖は、丘高の母・月丘（競走名エレギヤラトマス）を経て、俗に下総牝馬と称されるアメリカ産の星若へ遡る。

### 主な近親
- 伯父：ワカテンザン（1982年きさらぎ賞、皐月賞2着、東京優駿2着）
- 伯父：ワカオライデン（1985年朝日チャレンジカップほか。1997年度地方競馬リーディングサイアー）
- 大叔父：テンポイント（1977年天皇賞・春、有馬記念ほか。JRA顕彰馬）
- 大叔父：キングスポイント（1982年中山大障害（春・秋）ほか）